# Saison 4 de Commissaire Moulin
 (mars 2025).
Si vous disposez d'ouvrages ou d'articles de référence ou si vous connaissez des sites web de qualité traitant du thème abordé ici, merci de compléter l'article en donnant les références utiles à sa vérifiabilité et en les liant à la section « Notes et références ».

Cet article présente la liste des différents épisodes de la quatrième saison de la série télévisée Commissaire Moulin.